# Піанхі
Піанхі (араб. بعنخي) — нубійський (ефіопський, кушитський) цар та єгипетський фараон (на даній посаді правив з 728 по 721 до н. е.). У Єгипті встановив владу XXV династії. У 728 році роздроблений Верхній Єгипет був легко загарбаний військами Піанхі. Тепер не єгиптяни правили нубійцями, а навпаки, нубійці оволоділи Єгипетським царством.

## Визнання Піанхі фараоном Єгипту
Попередник Піанхі Кашта посилив Кушитське царство з центром у Напаті настільки, що традиційні зв'язки Напатского царства з фіванським жрецтвом перетворилися на певний політичний вплив на фіванські правлячі кола, полегшуючи об'єднання частини Єгипту під владою XXV (нубійської) династії його наступником. У 728 році до н. е. ефіопи під проводом Піанхі взяли Фіви, а незабаром — і Мемфіс. Піанхі заборонив грабувати підкорені міста, навіть приніс жертву у храмі Птаха, у Мемфісі. Корумпованому жрецтву цього було досить і воно визнало владу нубійців. Видатний полководець, фараон Піанхі, пізніше залишить спадкоємцям наступне військове правило:
|  | Ніколи не нападайте на ворога вночі, наче гравці, але бийтеся тільки тоді, коли видно. Оголосіть ворогові бій здаля. Бийтеся, коли він оголосить це. Якщо союзники його будуть в іншому місті, то дочекається він їх |

Але в цей же час окремі території Єгипту все ще підпорядковувалися Осоркону IV (XXII династія, 730-715 до н. е.), Тефнахту I і Бокхорісу (XXIV династія, 727-715 до н. е.). На зборах в Атрибісі, де правив Педіісе, всі правителі роздробленого Єгипту, крім Тефнахта, у тому числі номінальний верховний фараон Осоркон IV (V), визнали Піанхі повноправним фараоном. Тефнахт, не вступаючи в конфлікт з Піанхі, також визнав владу нубійців, і Піанхі вважався формальним правителем всього Єгипту.
Піанхі помер у 721 році до н. е.. Після нього Єгиптом став правити Шабака.